# تونی شفرازی
تونی شفرازی دلال نامدار آثار هنری با اصالت ارمنی‌های ایران است. گالری او در نیویورک به ارائه کارهایی از فرانسیس بیکن، کیت هرینگ، و دیوید لاشاپل می‌پردازد.

## زندگی‌نامه
وی با نام اصلی تونی شفرازیان در ۸ اوت ۱۹۴۳ در آبادان در یک خانواده ارمنی به دنیا آمد والدینش زمانی که وی تنها دو سال سن داشت از همدیگر جدا شدند. در سن ۱۳ سالگی پدر تونی که مدیر اجرایی یک شرکت نفتی بود و نامادری‌اش, وی را برای تحصیل به انگلستان بردند.

## جنجال گرنیکا
در ۲۸ فوریه ۱۹۷۴، تونی شفرازی با اسپری عباراتی را روی نقاشی گرنیکا اثر شاخصِ پابلو پیکاسو که در موزه هنر مدرن (موما) به نمایش گذاشته شده بود، نوشت. او با حروفی با ارتفاع حدودی سی سانتی‌متر، عبارت «KILL LIES ALL» را روی این اثر نقاشی کرد. شفرازی به عمد این عبارت گیج‌کننده «KILL LIES ALL» را به‌جای «ALL LIES KILL» نوشت. این عبارت به رمان شب‌زنده‌داری فینگن‌ها اثر جیمز جویس (۱۹۳۹) اشاره داشت. هنگامی که یکی از نگهبانان موزه او را بازداشت کرد، شفرازی فریاد زد: «کیوریتور را صدا کنید، من هنرمند هستم.»
از آنجاییکه نقاشی با لایه محافظ پوشیده شده بود، رنگ اسپری به‌راحتی پاک شد. گمان می‌رود شفرازی به تصمیم اعلام‌شده در روز قبل از آن، مبنی بر آزادی به قید وثیقه ستوان آمریکایی ویلیام کالی بود که از سوی افکار عمومی جنایتکار جنگی شناخته می‌شد.

## دلال هنری
شفرازی در سال ۱۹۷۶ تنها مدتی پیش از گشایش موزه هنرهای معاصر تهران، به ایران رفت و از جمله دستیاران کامران دیبا در گزینش و خرید آثار کم‌نظیر موجود در موزه شد. او با مراجعه به بسیاری از دلالان هنری نیویورک در چهار سال، آثار بسیار ارزشمندی را از جمله دو تا از بهترین کارهای روی لیختنشتاین، نقاشی‌های جسپر جانز، و کارهای شاخصی از اندی وارهول گرد آورد. او در آن هنگام در استخدام رسمی دولت ایران یا موزه هنرهای معاصر برای ارائه خدمات خود نبود.
در ۱۹۷۸، او خود گالری شخصی کوچکی در تهران باز کرد، اما در پی رویدادهایی که به انقلاب ۱۳۵۷ ایران منجر شدند، گالری خود را بست و به نیویورک رفت.